# مدال تسخیر برلین
مدال تسخیر برلین (به روسی: Медаль За взятие Берлина) یک مدال جنگی اتحاد جماهیر سوسیالیستی شوروی در جنگ جهانی دوم که در ۹ ژوئن ۱۹۴۵ بنا شده است و برای مشارکت‌کنندگان نظامی و غیر نظامی که در تسخیر برلین در مقابل نیروهای آلمان نازی جنگیدند به وجود آمده است.

برخی از دارندگان مدال :
- گئورگی ژوکوف
- واسیلی چویکف
- ایوان کونف
- کنستانتین روکوسوفسکی
- وویچخ یاروزلسکی